# CCF终身成就奖
CCF终身成就奖（中国计算机学会终身成就奖）是由中国计算机学会奖励委员会授予70岁以上、在计算机领域做出卓越成就与贡献、被业界广泛认可的资深科学家的奖项。
中国计算机学会于2010年开始设立此奖项，通常上一年的奖项在来年1月份于北京颁奖。腾讯公司从2011年起开始连续5年出资赞助该奖项。
历届获奖者如下：
- 2010年，张效祥院士，夏培肃院士 [3]
- 2011年，徐家福教授，杨芙清院士 [4]
- 2012年，金怡濂院士，汪成为院士 [5]
- 2013年，陈俊亮院士，董韫美院士 [6]
- 2014年，陆汝钤院士，张钹院士 [7][8]
- 2015年，倪光南院士，周兴铭院士 [9]
- 2016年，沈绪榜院士、唐泽圣教授 [10]
- 2017年，胡启恒院士，李伯虎院士[11]
- 2018年，何新贵院士，周巢尘院士[12]
- 2019年，沈昌祥院士，魏道政教授[13]
- 2020年，陈国良院士，孙永强教授[14]
- 2021年，胡守仁教授，张景中院士[15]